# Pompano Estates
Pompano Estates és una concentració de població designada pel cens dels Estats Units a l'estat de Florida. Segons el cens del 2000 tenia 3.367 habitants.

## Demografia
Segons el cens del 2000, Pompano Estates tenia 3.367 habitants, 965 habitatges, i 710 famílies. La densitat de població era de 2.407,4 habitants/km².
Dels 965 habitatges en un 39,7% hi vivien nens de menys de 18 anys, en un 43,7% hi vivien parelles casades, en un 22% dones solteres, i en un 26,4% no eren unitats familiars. En el 21,2% dels habitatges hi vivien persones soles el 8,3% de les quals corresponia a persones de 65 anys o més que vivien soles. El nombre mitjà de persones vivint en cada habitatge era de 3,32 i el nombre mitjà de persones que vivien en cada família era de 3,86.
Per edats la població es repartia de la següent manera: un 32,8% tenia menys de 18 anys, un 9,5% entre 18 i 24, un 24,6% entre 25 i 44, un 18,6% de 45 a 60 i un 14,5% 65 anys o més.
L'edat mediana era de 32 anys. Per cada 100 dones de 18 o més anys hi havia 94,1 homes.
La renda mediana per habitatge era de 28.750 $ i la renda mediana per família de 27.147 $. Els homes tenien una renda mediana de 26.045 $ mentre que les dones 16.939 $. La renda per capita de la població era d'11.044 $. Entorn del 24,9% de les famílies i el 32,5% de la població estaven per davall del llindar de pobresa.

## Poblacions més properes
El següent diagrama mostra les poblacions més properes.